# François Raulin
François Raulin (* 17. März 1956 in Annecy) ist ein französischer Jazz-Pianist. 
François Raulin studierte zunächst Mathematik, bevor er sich als Autodidakt der Musik zuwandte. Im Jahr 1981 wurde er Mitglied der Association à la Recherche d’un Folklore Imaginaire, wo er auf Louis Sclavis traf, dessen Band er ab 1985 angehörte. Seitdem arbeitete er mehrmals in verschiedenen Formationen mit Sclavis zusammen. Mit Jean-Paul Autin spielte er in der Gruppe „Amalys“. 1997 erschien ein erstes Album unter eigenem Namen, das er gemeinsam mit Stéphan Oliva realisierte und das sich mit Kompositionen von Lennie Tristano beschäftigt. Außerdem arbeitete Raulin in Septett-Formation mit Laurent Dehors, Bruno Chevillon, Marc Ducret, Christophe Monniot und Paul Rogers. Im Jahr 2001 erschien sein Album Trois plans sur la comète, an dem François Corneloup und Bruno Chevillon mitwirkten. Raulin beschäftigt sich außerdem mit zeitgenössischer Musik.  Auf seinem Album  Trois plans sur la comète gibt es eine Hommage an György Ligeti  mit dem Titel Hello Georges.

## Diskographische Hinweise
- Louis Sclavis: Chine (1987, Label Bleu)
- Louis Sclavis: Chamber Music (1990, Label Bleu)
- Louis Sclavis: Les violences de Rameau (1996, ECM)
- Francois Raulin/Stéphan Oliva: Sept variations sur Lennie Tristano (1997, Émouvance; 2002, Sketch)
- Francois Raulin/Stéphan Oliva: Tristano (1999, Émouvance)
- Francois Raulin: Trois plans sur la comète (2001, HatOlogy)
- Pascal Berne, Michel Mandel, François Raulin: Sati(e)rik Excentrik (La Forge, 2013, mit Gilles Arbona, David Chevallier, Christophe Monniot, Alfred Spirli, François Thuillier)